# Ploceus katangae
Il tessitore mascherato del Katanga (Ploceus katangae Verheyen, 1947) è un uccello della famiglia dei Ploceidi originario dell'Africa centro-meridionale.

## Tassonomia
Ne vengono riconosciute due sottospecie:
- P. k. upembae (Verheyen, 1953), diffusa nella Repubblica Democratica del Congo sud-orientale;
- P. k. katangae (Verheyen, 1947), diffusa nell'estremità sud-orientale della Repubblica Democratica del Congo e nel nord dello Zambia.

## Descrizione
Il maschio è caratterizzato da un piumaggio nuziale giallo con una maschera facciale nera che si estende dalla fronte fino alla gola. La colorazione giallo-verde della groppa è particolarmente evidente in volo. La femmina e i maschi fuori dall'età nuziale sono privi della maschera facciale e presentano un piumaggio dai toni più smorti. Gli esemplari appartenenti alla sottospecie P. k. upembae si differenziano per il fatto di avere il becco più lungo; inoltre, in questa sottospecie i maschi hanno la nuca verdastra e le femmine la regione scapolare dai toni più oliva.

## Distribuzione e habitat
La specie, nel complesso, ha un areale molto localizzato. La sottospecie nominale vive lungo il fiume Luapula, in Zambia e Repubblica Democratica del Congo, mentre P. k. upembae è presente lungo il fiume Lualaba, nel sud-est della Repubblica Democratica del Congo. Entrambe vivono in zone paludose, specialmente nel periodo riproduttivo. Al di fuori di tale periodo, alcuni esemplari si spostano per unirsi a stormi di altre specie di uccelli nelle savane alberate di miombo, anche a 7 km di distanza dall'acqua, mentre altri rimangono nelle paludi.

## Biologia
La dieta del tessitore mascherato del Katanga non è nota con esattezza, ma probabilmente è composta soprattutto da semi e insetti.
La specie è probabilmente poliginica e nidifica in piccole colonie, anche se sono stati registrati nidi solitari occupati da un unico maschio. Il nido, a forma di rene, ha un ingresso inferiore e nessun tunnel di entrata. Viene costruito tra i canneti o tra i papiri nel fitto delle paludi, o su alberi della savana alberata in prossimità dell'acqua.
Le uova (una o due) sono di colore verdastro chiaro o azzurro-verdastro, ricoperte da macchie più grandi marrone chiaro e macchioline più piccole color castano.

## Conservazione
Ancora piuttosto numeroso, il tessitore mascherato del Katanga viene classificato come specie a rischio minimo (Least Concern) sulla IUCN Red List.